# Стилус (компьютеры)
Стилус — ручка (небольшая металлическая или пластиковая палочка) со специальным силиконовым наконечником, которым нужно касаться сенсорной поверхности монитора для управления компьютером, в том числе смартфоном, планшетом, навигатором.

## Виды стилусов
Стилусом для резистивного экрана может служить заостренный предмет — экран одинаково реагирует на давление специального стилуса, ногтя, зубочистки, уголка пластиковой карты. Однако специализированный стилус имеет хоть и узкий, но скруглённый наконечник, изготовленный из силикона или тефлона, позволяющий ему скользить по экрану, не оставляя царапин.
Стилус для ёмкостного экрана обязательно должен иметь наконечник, обладающий электрической ёмкостью. На металлическую палочку, даже толстую, ёмкостный экран не отреагирует. Стилус такого рода имеет наконечник из мягкой резины или силикона, внутри которого содержится магнитопроводящее кольцо, катушка или металлические опилки.

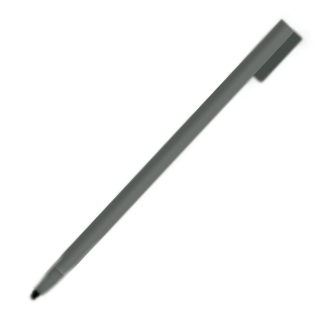
Стилус для Nintendo DS
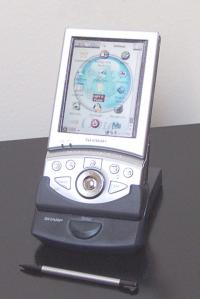
КПК Sharp Zaurus SL-5500 со стилусом
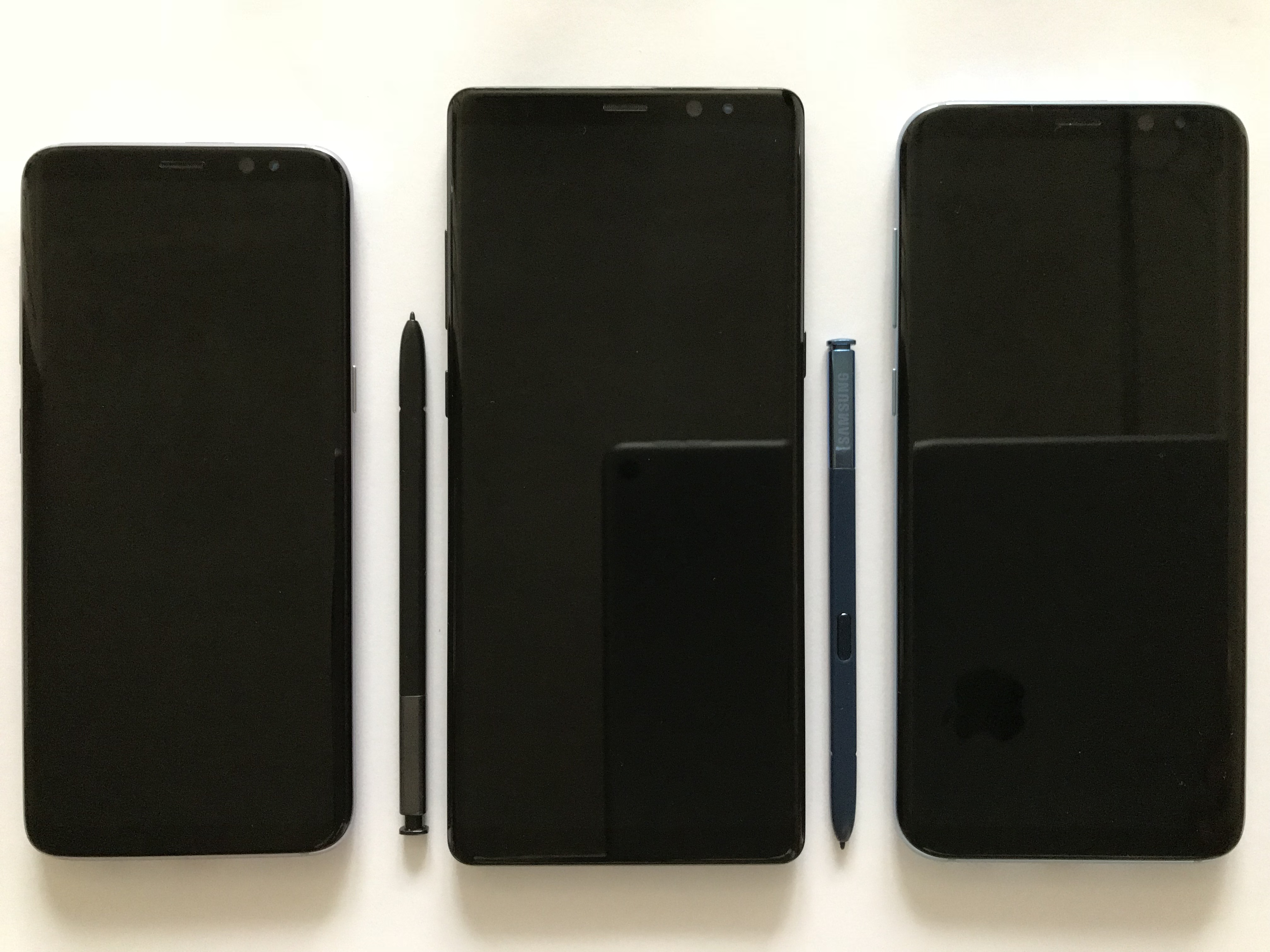
Смартфоны на базе Android со стилусами
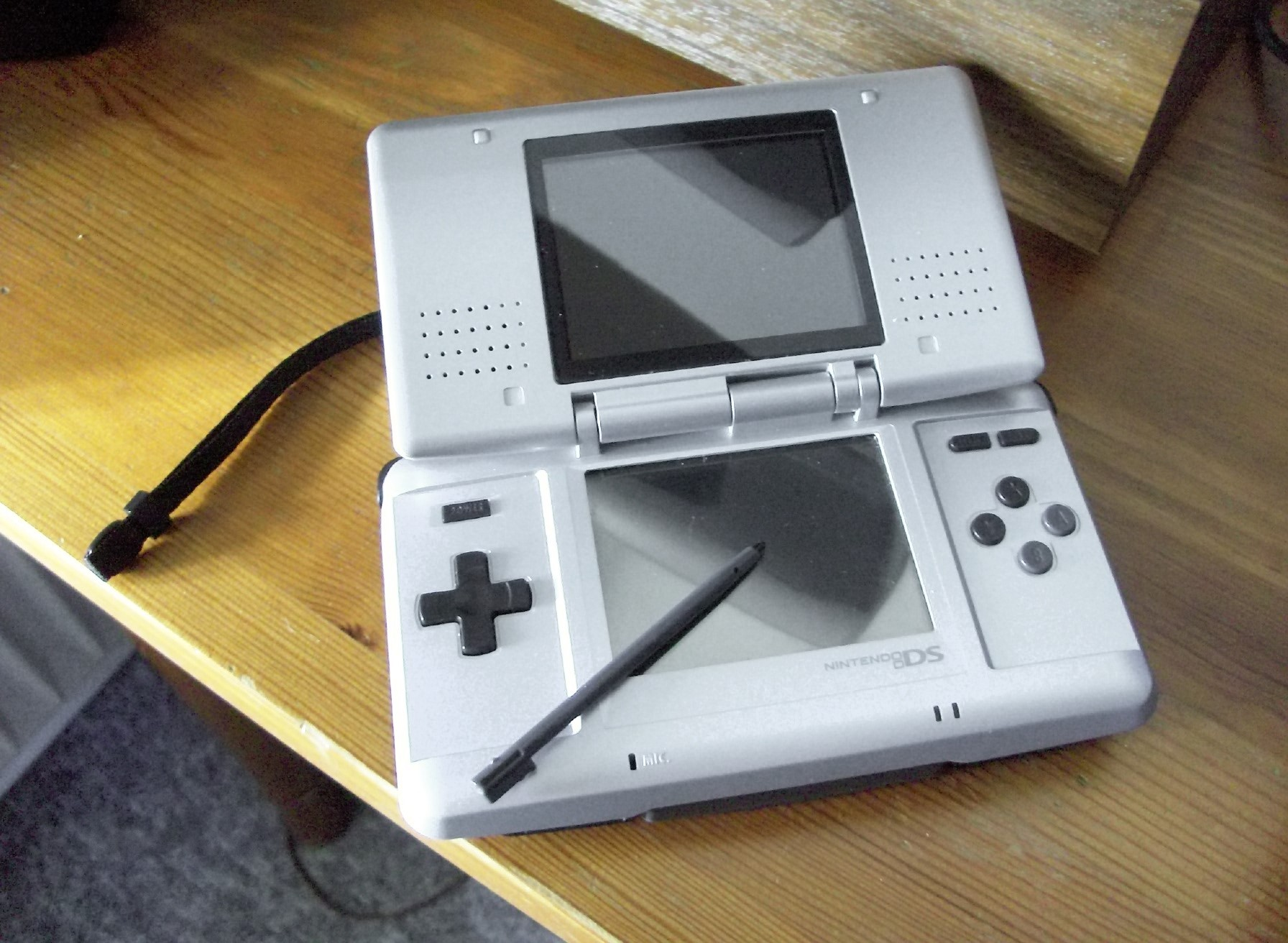
Nintendo DS со стилусом
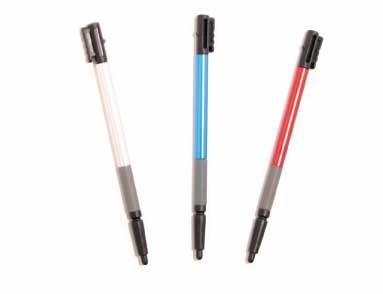
Стилусы